# Dom z reliktami kościoła cmentarnego pw. św. Agnieszki we Wrocławiu
Dom z reliktami kościoła cmentarnego pw. św. Agnieszki – kamienica znajdująca się przy ulicy Szewskiej 47 we Wrocławiu. Jej północne mury stanowią część dawnego kościoła pw. św. Agnieszki.

## Historia parceli

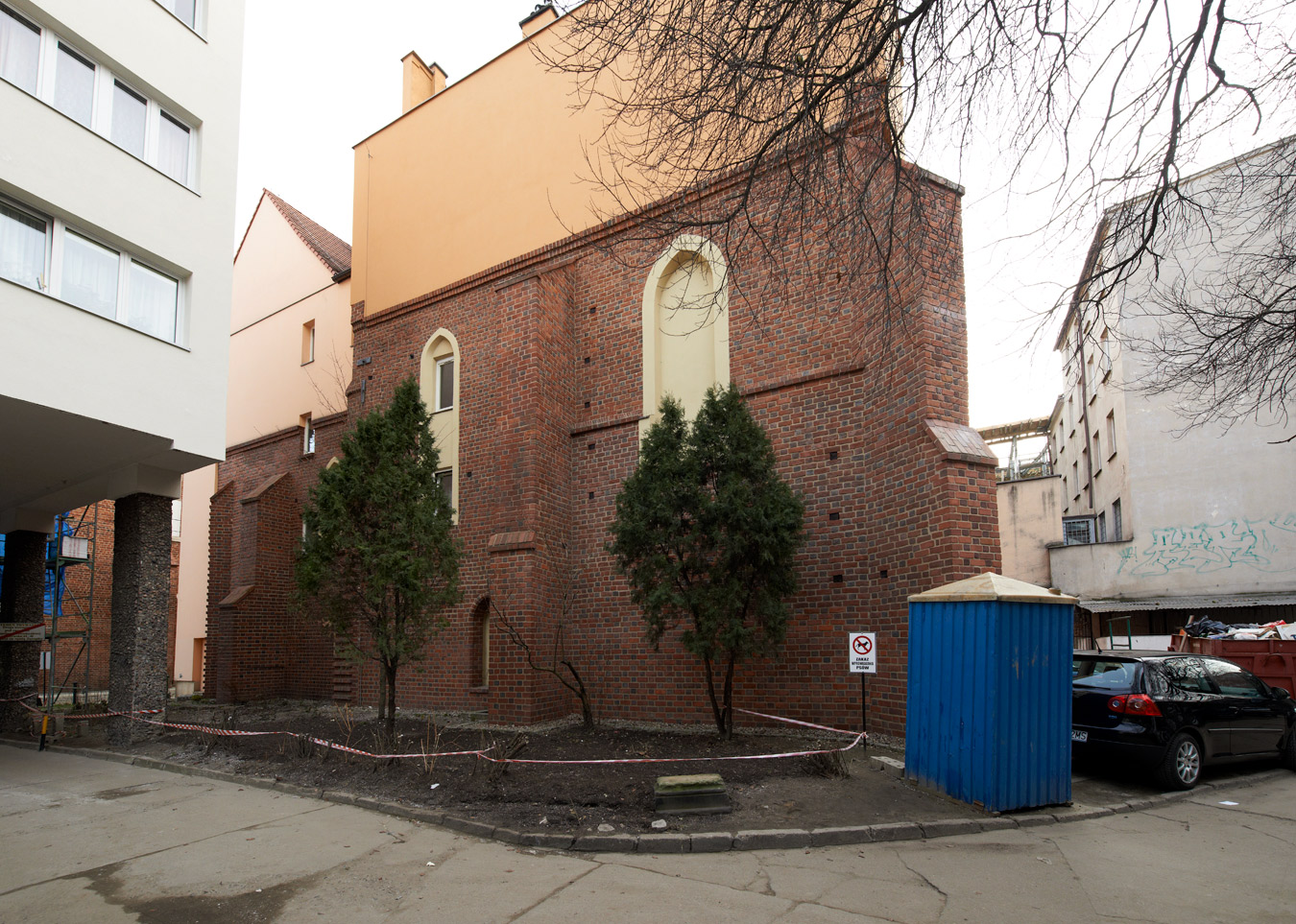
Pozostałości kościoła św. Agnieszki

W miejscu obecnej kamienicy i dalej na północ, na dawnych terenach książęcych, w XIII wieku znajdowała się kaplica pw. św. Jerzego. Pierwsze wzmianki o kaplicy pochodzą z 1282 roku, ale została wybudowana około 1270 roku. Według Rafała Eysymontta początkowo budowla mogła być synagogą i dopiero w 1253 lub w 1319 roku została przekazana zakonowi Krzyżowców z Czerwoną Gwiazdą. W 1350 roku kaplica została poświęcona św. Agnieszce, córce króla Czech, Przemysła Ottokara I, o czym świadczą pierwsze wzmianki w księgach miejskich. W XIV wieku lub w pierwszej połowie XV wieku kaplica dworska została rozbudowana o jednofilarową nawę. Bryła kościoła została uwieczniona na widoku Wrocławia autorstwa Barthela Weihnera z 1562 roku. W 1688 roku kościół został przekazany jezuitom. Podczas wojny siedmioletniej w kościele znajdował się magazyn zboża. W 1775 roku do bryły kościoła dobudowano zakrystię. Kościół ostatecznie został zamknięty w 1811 roku z powodu zniszczeń w latach 1806–1807 i sekularyzacji zgromadzenia krzyżowców.
Według dokumentu z 1345 roku lub 1364 przy kościele znajdował się cmentarz (wymieniony jako sente Jorgin Kirchof). Został on zamknięty w 1775 roku decyzją króla Fryderyka II, choć jako teren grzebalny mógł funkcjonować do 1810 roku. Ostatecznie zlikwidowany został w 1811 roku i przeszedł pod zarząd magistratu wrocławskiego.
Działkę zakupiła hrabina von Götzen, a następnie odkupił ją od niej krupiarz Johann Karnasch. W 1819 roku został rozebrany chór (prezbiterium) oraz sąsiadujący z nim budynek szkoły, a w ich miejsce wzniesiono nową dwutraktową kamienicę w układzie kalenicowym na planie litery „L”, o ośmioosiowej fasadzie utrzymanej w stylistyce biedermeieru.
Główny budynek kościoła wykorzystywany był jako magazyn lub pełnił funkcję szkolnej świątyni; został rozebrany w 1897 lub w 1899 roku.

## Architektura
Gotycki kościół pw. św. Agnieszki był jednonawową budowlą (po rozbudowie miała rzut krzyża łacińskiego), czteroprzęsłową z dwuprzęsłowym prezbiterium zamkniętym wielobocznie, węższym i niższym od nawy. Korpus był zaopatrzony w przypory. Prostokątna nawa miała długość 12,5 metra, a szerokość 9,1 metra. W zachodniej ścianie umieszczone było okno z trójdzielnym piaskowcowym maswerkiem. Dach, w okolicy styku nawy i prezbiterium, ozdabiała sygnaturka. Całość sklepiona była sklepieniem trójpodporowym wspartym na jednym filarze. Z budynku zachowała się jedynie częściowo ściana północna i zachodnia, będąca ścianami XIX wiecznej kamienicy.
W 1908 kamienica została wyremontowana.

## Po 1945
W 1980 roku pozostałości po świątyni zostały poddane konserwacji. W 2009 roku, podczas prac remontowych, w piwnicach kamienicy odkryto późnogotyckie nadproże portalu.